# Tele-club (programa de televisión de 1964)
Tele-club fue un programa de Televisión española emitido entre 1964 y 1966. Con dirección y guiones de Ramón Barrero y realización de Gabriel Ibáñez (1964-1965) y Pilar Miró (1965-1966).

## Formato
En la sobremesa de los domingos, el programa responde al formato de magacine, en el que se combinan actuaciones musicales y concursos (en el que el premio consiste en un objeto expresamente solicitado por el concursante, desde una cafetera a un vehículo). El concursante debe acertar determinadas cuestiones sobre las imágenes que aparecen en pantalla, que incluyen poesía, baile y canciones. Este formato es similar al que casi 25 años después haría popular el programa 3×4 (1988).